# Universal Personal Telecommunications
Universal Personal Telecommunications (UPT) — специальный сегмент мирового номерного фонда, который предназначен в качестве универсального телефонного кода для мобильных телефонов. Сервис размещён в телефонном пространстве +87810 и завершается 10 дополнительными цифрами, что даёт 10 миллиардов уникальных телефонных номеров. Этот концепт был представлен Международным Союзом Электросвязи (МСЭ), которое ссылалось на «удобство глобальной номерной зоны». Тем не менее, данный сервис вынудит абонента сменить телефонный номер при переходе на другого оператора.